# João Saldanha
João Alves Jobin Saldanha (* 3. Juli 1917 in Alegrete, Brasilien; † 12. Juli 1990 Rom, Italien) war ein Journalist und Fußballtrainer. Er trainierte die brasilianische Fußballnationalmannschaft und führte die Seleção zur Teilnahme an der Fußballweltmeisterschaft 1970 in Mexiko. Während des Turniers wurde die Auswahl von Saldanhas Nachfolger Mário Zagallo trainiert und gewann den Titel. Da die Mannschaft ausnahmslos alle Qualifikations- und Endrundenspiele gewann, zählt sie allgemein zu den besten Fußballmannschaften aller Zeiten.

## Leben
Saldanha trug den Spitznamen João Sem Medo (João ohne Angst), was eine Anspielung auf seine oft provokativen Äußerungen und mitunter loses Mundwerk war. Im südlichsten Bundesstaat Rio Grande do Sul geboren, zog es ihn mit 14 Jahren nach Rio de Janeiro, wo er für Botafogo FR professionell Fußball spielte. Nach seiner Karriere wurde er einer der bekanntesten Sportjournalisten Brasiliens. Außerdem schloss er sich als Mitglied der damals verbotenen kommunistischen Partei Brasiliens an und machte aus seinen politischen Überzeugungen keinen Hehl.
1957 wurde er von Botafogo als Trainer verpflichtet, trotz seiner mangelnden Erfahrung als Trainer. In der gleichen Saison gewann er die Staatsmeisterschaft von Rio de Janeiro. 1959 trat Saldanha als Trainer Botafogos zurück.
1969 wurde ihm die Leitung der Seleção anvertraut. Sein erstes Spiel gewann das Team mit 6:0. Angeblich soll Sportfunktionär João Havelange ihn ernannt haben, in der Hoffnung die Journalisten würden ihn nicht so stark kritisieren, da er selbst Journalist war.
Saldanha wurde öffentlich von seinem Vorgänger als Nationaltrainer Dorival Knippel kritisiert, dem Trainer von Flamengo. Saldanha soll ihn daraufhin bei einem Training Flamengos mit einem Revolver bedroht haben. Als Nationaltrainer weigerte Saldanha sich, den Stürmer Dario, Lieblingsspieler des damaligen Staatspräsidenten Emilio Garrastazu Médici für die Seleção zu nominieren. Zu dieser Zeit war Brasilien eine Militärdiktatur, die den Fußball zu Propagandazwecken missbrauchte. Saldanha soll auf die politischen Einmischungen geantwortet haben, dass er auch einige Empfehlungen für den Präsidenten habe, wen er in sein Kabinett aufnehmen solle. Nachdem Saldanha Assistenztrainer aufgrund des Kommunikationsstils seines Chefs gekündigt hatte, wurde auch Saldanha im März 1970 vom CBF als Nationalmannschaftstrainer entlassen. Dabei spielte auch die politische Ausrichtung Saldanhas eine Rolle.
Bereits wenige Monate später arbeitete er bereits wieder als Journalist und kommentierte für TV Globo die Weltmeisterschaft 1970. Auch bei den folgenden Weltmeisterschaften war er für das brasilianische Fernsehen im Einsatz. Nach dem Halbfinalspiel zwischen Italien und Argentinien bei der Weltmeisterschaft 1990 wurde Saldanha in Rom mit Atemproblemen ins Krankenhaus eingeliefert, wo er einige Tage später starb.

## Qualifikationsspiele unter Saldanha
| 6. August 1969  | Bogotá         | Kolumbien | vs. | Brasilien | 0:2 (0:2) | Tostão (37.), (44.)                                                             |
| 10. August 1969 | Caracas        | Venezuela | vs. | Brasilien | 0:5 (0:0) | Tostão (3 Tore), Pelé (2 Tore)                                                  |
| 17. August 1969 | Asunción       | Paraguay  | vs. | Brasilien | 0:3 (0:0) | Edu (1 Tor), Jairzinho (1 Tor), Mendoza (1 Eigentor)                            |
| 21. August 1969 | Rio de Janeiro | Brasilien | vs. | Kolumbien | 6:2 (2:1) | Edu (1 Tor), Jairzinho (1 Tor), Pelé (1 Tor), Rivelino (1 Tor), Tostão (2 Tore) |
| 24. August 1969 | Rio de Janeiro | Brasilien | vs. | Venezuela | 6:0 (5:0) | Tostão (3.), (22.), (24.), Jairzinho (30.), Pelé (45.), (69.)                   |
| 31. August 1969 | Rio de Janeiro | Brasilien | vs. | Paraguay  | 1:0 (0:0) | Pelé (78.)                                                                      |